# 二度漬け禁止

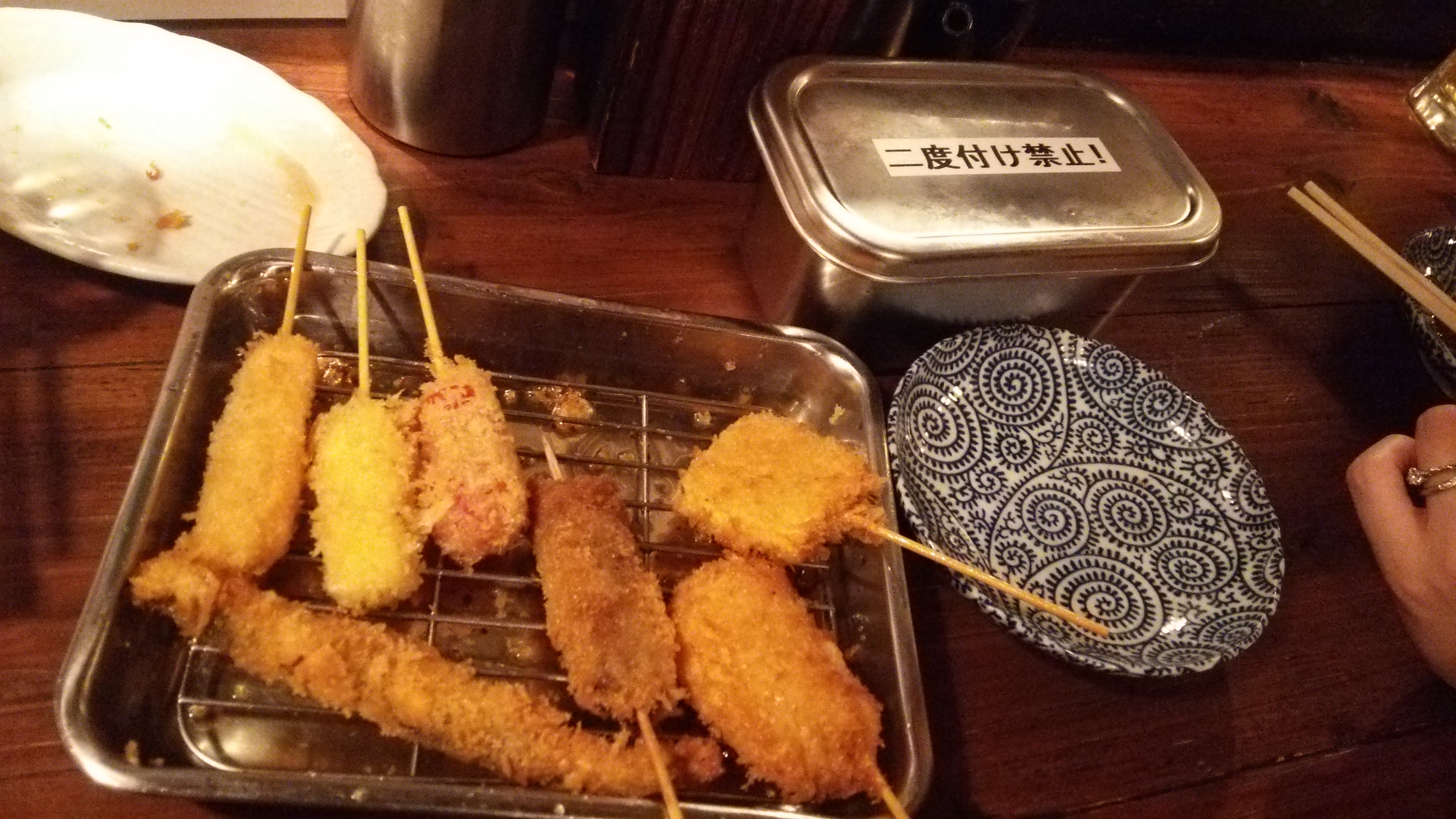
串カツと、「2度漬け禁止」と注意書きが書かれたソースの容器（写真右上）

二度漬け禁止（にどづけきんし）は、串カツを提供する飲食店で見られる注意表記。店の看板や張り紙、ソースの容器などに「二度漬け禁止」が明示されている。
関西圏の串カツ店では、調味料のソースを共用の容器に浸す形式で提供している店が多い。その容器に、最初に一度浸して口をつけた串にソースを二度漬けすると、串カツについた唾液が共用のソースに混入する。健康な人であっても口内には数十億の細菌が存在するため、ソースの劣化につながり、最悪の場合、客の健康被害につながる。そのため、かじった串を、ふたたび共用の容器のソースに漬けることを、衛生上の観点から禁止するという意味である。破ると法的に処罰を受ける可能性もある。

## 概要
大阪を中心とする西日本の串カツは、小ぶりに切られた牛肉や魚介類、野菜などの食材を揚げ、串に刺した料理を指す。こうした串カツを提供する飲食店では客席に調味用としてステンレス製の容器やトレイに入った薄い特製のウスターソースが置かれ、客が銘々に串カツをソースに漬け、調味して食す。その折に串カツを介してソースに唾液が混じる恐れがあり、衛生上の問題から「二度漬け禁止」のルールが誕生した。この「二度漬け禁止」はほぼ全ての串カツ店で共通のルールとなっており、今日では大阪の串カツの代名詞的存在となっている。また大阪府の吉村洋文知事は、「『2度漬けアカン』は大阪の文化」とも述べている。
なお、大半の店では突き出しとしてざく切りのキャベツが無料で提供されているが、一度口をつけた串カツに追加でソースをつけたいときに、このキャベツでソースをすくって串カツにかけるという方法も存在する。

### こだわり
皿には他の揚げ物や料理が乗っていることもあり、食べかけの串カツでは中の具材が露わになっている。二度漬けすることでソースに別の具材や衣が混ざってしまい、ソースの味が変わり、風味が損なわれるため、二度漬けを禁止している店もある。

## 変遷
最近では「二度漬け禁止」のルールに変化が見られる。
2018年（平成30年）6月より串カツ田中では、来店客ごとにソースを提供し、その都度廃棄するというシステムに変更を行った。これにより二度漬けは可能となったが、メニューにも書かれているとおり、あくまで店側は「二度漬け禁止」を推奨している。
2020年（令和2年）5月16日、串カツだるまが新型コロナウイルス感染症感染防止の観点からディスペンサーでの個別ソースの提供を開始した。同年6月12日、串カツ田中でも従来のつけるソースの提供をやめ、かけるソースディスペンサーでの提供を開始した。この方式では注文後に人数に応じてソースディスペンサーが提供され、二度がけや三度がけが可能となった。また、希望することで従来の提供方法も受けることができ、その場合はソースディスペンサーと空き容器が渡される。
2021年（令和3年）4月1日、日本串カツ協会が串カツの2度漬け禁止ルールを明文化し、「K2K公式ルール」として発表した。

## 法的措置
飲食店においては、店が客に対して飲食物や飲食する場所を提供するという飲食物提供契約があり、客の「申し込み」と、店側の「承諾」のもと、初めて契約が成立する。
店側がソースの「二度漬け禁止」というルールを明示したうえで客が同意した以上法的な拘束力が生じ、明示されていない場合にも「二度漬け禁止」という慣習が認められれば法的な拘束力が生じる。店側と客の間には「二度漬け禁止」という合意がなされるため、「違反したら退店」と明示された店に入店し、破った場合にはそれまでの飲食代が損害賠償として請求されることがある。
また、そのようなことが明示されていない場合においては、その店のソースの継ぎ足しの有無で措置が変わる。継ぎ足しを行っている店においては、例えば二度漬けすることでそのソースが使えなくなってしまい、さらに「ルールを守らない客がいて、店側もそれを容認している」という風評が立ち、客足を遠のける要因になるなど営業に支障が出ると店側が判断した場合には、退店させられる可能性が高くなる。継ぎ足しを行っていない店においては重大な契約違反とはみなされず、退店させられる可能性は低い。
なお、店側から退店を命じられたにもかかわらず従わない場合には、不退去罪や威力業務妨害罪が成立する可能性がある。

## 諸文化
2020年5月7日にデイリーポータルZライターのほりが投稿した記事では、二度漬けしようとするカメラが感知し蓋を自動的に閉じることで、物理的に「二度漬け」が出来なくなる装置「ソニキン」の開発過程が書かれた。また、株式会社チョコレイトが展開する「6秒商店」とFOLIOのコラボでも同様の機能を持つ機械「二度漬け防止ソース入れ」が紹介された。
米国ではチップスとディップの組み合わせで二度漬け（英: double-dipping）が問題にされることがあり、意識調査や口内細菌の移動に関する検証が行われている。